# William Gilson Farlow

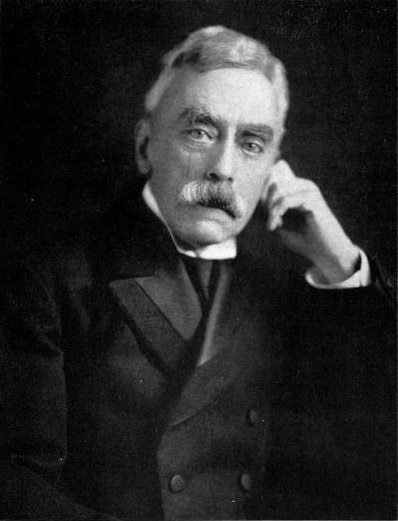
William Gilson Farlow

William Gilson Farlow (* 17. Dezember 1844 in Boston, Massachusetts; † 3. Juni 1919 in Cambridge, Massachusetts) war ein US-amerikanischer Botaniker und Mykologe an der Harvard University. Er gilt als Pionier der Pflanzenpathologie in den Vereinigten Staaten. Sein Autorenkürzel lautet „Farl.“
Farlow erwarb 1866 an der Harvard University einen Bachelor und 1870 einen M.D. als Abschluss des Medizinstudiums, während dessen er für Jeffries Wyman arbeitete und bei Henry Jacob Bigelow graduierte. Er arbeitete dann zunächst als Assistent von Asa Gray, setzte dann aber seine Studien bis 1874 in Europa fort (unter anderem bei Anton de Bary), bevor er in Harvard eine erste Professur (Assistant Professor) für die Botanik der Kryptogamen erhielt, 1879 wurde er ordentlicher Professor. Diese Stellung behielt er bis zu seinem Tod, hielt aber ab 1896 keine Vorlesungen mehr. Er legte eine umfangreiche Sammlung von Pilzen, Algen, Flechten, Moosen und Farnen an. Auf seinen Nachlass geht das Farlow Herbarium of Cryptogamic Botany der Harvard University zurück.
Farlow wurde 1874 zum Mitglied der American Academy of Arts and Sciences gewählt, 1879 zum Mitglied der National Academy of Sciences und 1905 zum Mitglied der American Philosophical Society. 1904 war er Präsident der American Association for the Advancement of Science. 1917 wurde er als korrespondierendes Mitglied in die Académie des sciences in Paris gewählt.
Farlow war seit 1900 mit Lilian Horsford verheiratet, einer Tochter von Eben Norton Horsford.